# Scirpophaga percna
Scirpophaga percna là một loài bướm đêm trong họ Crambidae.